# Komnina
Komninaof Komnina Kozanis (Grieks: Κομνηνά of Κομνηνά Κοζάνης) is een stad in de deelgemeente (dimotiki enotita)  Vermio van de fusiegemeente (dimos) Eordaia, in de Griekse bestuurlijke regio (periferia) West-Macedonië.
Komnina ligt tussen Kozani, Florina en Pella. Het was het centrum van de voormalige Griekse gemeente Vermio.
Komnina heeft een rijke geschiedenis. De meeste inwoners zijn vluchtelingen uit Pontus in het noorden van Turkije en het Pontisch (een oud Grieks dialect) is hun eerste taal.